# Musiques de Naruto
Cet article présente les différents disques liés aux adaptations du manga Naruto. Pour partie, il s’agit des bandes originales des séries télévisées, des films et des OAV, mais l’article compte aussi les singles des chansons ayant servi de génériques d’ouverture ou de fermeture aux supports précédemment nommés, ainsi que des albums dans lesquels les « personnages » chantent.

## Bandes originales

### NARUTO Original Soundtrack
Sortie le 19 mars 2003 au Japon, à Tokyo, le NARUTO Original Soundtrack est le premier recueil des titres composés par Toshio Masuda. Il comporte vingt-deux pistes, dont deux utilisées pour les génériques d’ouverture et de fermeture de la première saison, pour une durée totale d’environ 48 minutes.
La première piste est la version complète de la chanson R☆O☆C☆K☆S interprété par le groupe rock Hound Dog (ja). Il s'agit d'une ré-interprétation de la chanson ROCKS écrite par Yukio Matsuo et mise en musique par Hitoshi Minowa, tous deux membres du groupe en 1986.
La vingt-deuxième piste est la version complète de la chanson Wind de l’auteur-compositeur-interprète Akeboshi.
Le boitier du disque est à dominante rouge sombre avec, à l’avant, une illustration couleur de Naruto et, à l’arrière, une illustration monochromatique de Kyūbi ; le disque est lui rouge avec le symbole de Konoha en blanc. Le livret, outre les titres des pistes et leurs durée, ainsi que toutes les mentions techniques, comporte les paroles de R☆O☆C☆K☆S et Wind.
Toute la musique est composée par Toshio Masuda, sauf indications contraires.
| 1.    | R☆O☆C☆K☆S                                                              | Yukio Matsuo | Hitoshi Minowa | Hound Dog | 4:52 |
| 2.    | I said I’m Naruto (オレがナルトだってばよ！, Ore ga Naruto dattebayo!) |              |                |           | 1:38 |
| 3.    | Nine tail demon fox (九尾の妖狐, Kyūbi no Yōko)                        |              |                |           | 1:38 |
| 4.    | Morning (朝, Asa)                                                      |              |                |           | 1:35 |
| 5.    | Naruto’s daily life (ナルト•の•日常, Naruto no nichijō)                |              |                |           | 2:20 |
| 6.    | Nervous (緊張, Kinchō)                                                 |              |                |           | 1:46 |
| 7.    | The raising fighting spirit (沸き上がる闘志, Wakiagaru tōshi)          |              |                |           | 1:36 |
| 8.    | Sadness and sorrow (哀と悲, Ai to hi)                                  |              |                |           | 2:59 |
| 9.    | Loneliness (孤独, Kodoku)                                              |              |                |           | 2:06 |
| 10.   | Sakura’s theme (サクラ•の•テーマ, Sakura no tēma)                      |              |                |           | 1:56 |
| 11.   | Kakashi’s theme (カカシ•の•テーマ, Kakashi no tēma)                    |              |                |           | 1:30 |
| 12.   | Sexiness (お色気, Oiroke)                                              |              |                |           | 0:41 |
| 13.   | Go go Naruto! (行け行け•ナルト, Ikeike Naruto)                         |              |                |           | 1:58 |
| 14.   | Evening (夕暮れ, Yūgure)                                               |              |                |           | 1:43 |
| 15.   | Glued state (膠着状態, Kōchaku jōtai)                                  |              |                |           | 1:41 |
| 16.   | Need to be strong (強にして重, Kyōni shite jū)                         |              |                |           | 3:06 |
| 17.   | Bad situation (劣勢, Ressei)                                           |              |                |           | 1:24 |
| 18.   | Strong and strike (激 と 撃, Geki to geki)                             |              |                |           | 2:07 |
| 19.   | Turn over (逆転, Gyakuten)                                             |              |                |           | 1:47 |
| 20.   | Victory (勝利, Shōri)                                                  |              |                |           | 1:47 |
| 21.   | NARUTO main theme                                                      |              |                |           | 4:26 |
| 22.   | Wind                                                                   | Akeboshi     | Akeboshi       | Akeboshi  | 3:41 |
| 48:17 |                                                                        |              |                |           |      |

### NARUTO Original SoundtrackII
Sortie le 10 mars 2004 au Japon, le NARUTO Original Soundtrack II est le second recueil des titres composés par Toshio Masuda pour l’anime Naruto. Il comporte dix-neuf pistes, dont deux utilisées pour les génériques d’ouverture et de fermeture de la seconde saison, pour une durée totale d’environ 43 minutes.
La première piste est la version complète de la chanson Haruka kanata (遙か彼方, litt. Très loin) interprété par le groupe rock Asian Kung-Fu Generation. Elle a été écrite et mise en musique par Masafumi Gotō, le chanteur et guitariste du groupe.
La dix-neuvième piste est la version complète de la chanson Harmonia du duo pop Rythem.
Le boitier du disque est à dominante bleu sombre avec, à l’avant, une illustration couleur de Naruto et Sasuke, ainsi que, à l’arrière, une illustration monochromatique de Gamabunta ; le disque est lui bleu avec le symbole de Konoha en blanc. Le livret, outre les titres des pistes et leurs durée, ainsi que toutes les mentions techniques, comporte les paroles de Haruka kanata et Harmonia.
Toute la musique est composée par Toshio Masuda, sauf indications contraires.
| 1.    | Haruka kanata (遙か彼方)                                    | Masafumi Gotō | Masafumi Gotō | Asian Kung-Fu Generation | 4:02 |
| 2.    | Daylight of Konoha (木ノ葉の昼, Konoha no hiru)             |               |               |                          | 1:29 |
| 3.    | Confrontment (対峙, Taiji)                                  |               |               |                          | 1:57 |
| 4.    | Evil (悪, Waru)                                             |               |               |                          | 2:42 |
| 5.    | Sasuke’s theme (サスケ•の•テーマ, Sasuke no tēma)           |               |               |                          | 1:49 |
| 6.    | Survival examination (サバイバル試験, Sabaibaru shiken)     |               |               |                          | 1:43 |
| 7.    | Afternoon of Konoha (木ノ葉の午後, Konoha no gogo)          |               |               |                          | 1:40 |
| 8.    | Fooling mode (おふざけモード, Ofuzake mōdo)                 |               |               |                          | 1:42 |
| 9.    | Konohamaru’s theme (木ノ葉丸•の•テーマ, Konohamaru no tēma) |               |               |                          | 1:36 |
| 10.   | It's the training! (修業だコレ！, Shūgyō da kore!)          |               |               |                          | 1:31 |
| 11.   | Gai’s theme (ガイ•の•テーマ, Gai no tēma)                   |               |               |                          | 1:37 |
| 12.   | Hinata vs Neji (ヒナタ vs ネジ)                             |               |               |                          | 3:11 |
| 13.   | Orochimaru’s theme (大蛇丸•の•テーマ, Orochimaru no tēma)   |               |               |                          | 2:32 |
| 14.   | Avenger (復讐者, Fukushūsha)                                |               |               |                          | 2:40 |
| 15.   | Orochimaru -Fight- (大蛇丸 ～戦闘～, Orochimaru ~Sentō~)    |               |               |                          | 2:23 |
| 16.   | Raikiri (雷切)                                              |               |               |                          | 1:53 |
| 17.   | Sasuke’s destiny (サスケ ～運命～, Sasuke ~Unmei~)          |               |               |                          | 2:16 |
| 18.   | Alone (ひとり, Hitori)                                      |               |               |                          | 1:41 |
| 19.   | Harmonia (ハルモニア)                                       | Rythem        | Rythem        | Rythem                   | 4:14 |
| 42:38 |                                                             |               |               |                          |      |

### NARUTO Original SoundtrackIII
Sortie le 27 avril 2005 au Japon, le NARUTO Original Soundtrack III est le troisième recueil des titres composés par Toshio Masuda pour l’anime Naruto. Il comporte vingt trois pistes pour une durée totale d’environ 53 minutes.
Le boitier du disque est à dominante verte sombre avec, à l’avant, une illustration couleur de Naruto, Sasuke et Sakura, ainsi que, à l’arrière, une illustration monochromatique de Gamakichi ; le disque est lui blanc avec une illustration couleurs de l’équipe Kakashi dans leurs tenues du premier film.
Toute la musique est composée par Toshio Masuda.
| 1.    | Beautiful green wild beast (美しき碧い野獣, Utsukushi aoi yaju)                             | 2:01 |
| 2.    | Sakura season (桜の季節, Sakura no kisetsu)                                                 | 1:42 |
| 3.    | Fake (フェイク！)                                                                           | 2:25 |
| 4.    | A crisis after another (危機また危機, Kiki mata kiki)                                       | 1:43 |
| 5.    | Rock Lee’s theme (ロック・リー・の・テーマ, Rock Lee no tēma)                               | 2:08 |
| 6.    | Dance (舞, Mai)                                                                             | 2:21 |
| 7.    | Ultimate secrets (究極奥義, Kyūkyoku ōgi)                                                   | 2:06 |
| 8.    | I’ll do it right! (キメるってばよ！, Kimeruttebayo!)                                        | 0:12 |
| 9.    | Oh! Student and teach affection (嗚呼、師弟愛, Aa, shiteiai)                                | 3:15 |
| 10.   | Avenger (復讐者, Fukushūsha)                                                                | 2:04 |
| 11.   | Heavy violence (重は激, Jūhageki)                                                           | 3:13 |
| 12.   | Sarutobi (猿飛)                                                                             | 2:43 |
| 13.   | Hokage (火影)                                                                               | 2:15 |
| 14.   | Grief and sorrow (哀と愁, Ai to shū)                                                        | 2:55 |
| 15.   | Jiraiya’s theme (自来也・の・テーマ, Jiraiya no tēma)                                       | 2:43 |
| 16.   | Ripple (波紋, Hamon)                                                                        | 1:58 |
| 17.   | Swaying necklace (首飾り揺れて, Kubikazari yurete)                                          | 1:58 |
| 18.   | Bunta (ブン太！)                                                                            | 2:45 |
| 19.   | Tea country (茶の國, Cha no Kuni)                                                           | 1:39 |
| 20.   | Sneaking nightmare (忍びよる悪夢, Shinobiyoru akumu)                                        | 1:12 |
| 21.   | The Fifth’s fight (五代目の闘い！, Godaime no tatakai!)                                     | 2:02 |
| 22.   | Hero (英雄, Eiyū)                                                                           | 4:42 |
| 23.   | Those who inherit the Will of Fire (火の意志を継ぐ者たち…, Hi no Ishi wo tsugu mono tachi…) | 3:18 |
| 53:23 |                                                                                             |      |

### NARUTO Shippūden Original Soundtrack
Sortie le 19 décembre 2007 au Japon, le NARUTO Shippūden Original Soundtrack est le premier recueil des titres composés par Takanashi Yasuharu pour l’anime Naruto Shippūden. Il comporte vingt huit pistes pour une durée totale d’environ 1 heure 10.
Le pochette du disque comporte une illustration couleur des visages de Naruto et Sasuke.
Toute la musique est composée par Takanashi Yasuharu.
| 1.      | Shippūden (疾風伝)            | 2:06  |
| 2.      | Dōten (動天)                  | 3:03  |
| 3.      | Kikyō (帰郷)                  | 1:50  |
| 4.      | Sengunbanba (千軍万馬)        | 1:51  |
| 5.      | Denkōsekka (電光石火)         | 2:16  |
| 6.      | Ninmu (任務)                  | 1:43  |
| 7.      | Utsusemi (空蝉)               | 2:55  |
| 8.      | Shutsujin (出陣)              | 2:10  |
| 9.      | Ikari (怒り)                  | 2:54  |
| 10.     | Akatsuki (暁)                 | 2:02  |
| 11.     | Aikōhen'ya (哀鴻遍野)         | 2:01  |
| 12.     | Jinchūriki (人柱力)           | 2:01  |
| 13.     | Kodoku (孤独)                 | 2:06  |
| 14.     | Hakubo (薄暮)                 | 1:40  |
| 15.     | Himetaru tōshi (秘めたる闘志) | 1:55  |
| 16.     | Kokon musō (古今無双)         | 1:37  |
| 17.     | Rakujitsu (落日)              | 1:55  |
| 18.     | Hyakkaryōran (百花繚乱)       | 2:13  |
| 19.     | Shitsui (失意)                | 2:00  |
| 20.     | Anun (暗雲)                   | 1:40  |
| 21.     | Kōchaku (膠着)                | 2:33  |
| 22.     | Hisō (悲壮)                   | 2:30  |
| 23.     | Taiji (対峙)                  | 2:04  |
| 24.     | Kaii (怪異)                   | 2:38  |
| 25.     | Kenkon'itteki (乾坤一擲)      | 2:18  |
| 26.     | Keisei gyakuten (形勢逆転)    | 4:01  |
| 27.     | Nakama (仲間)                 | 2:00  |
| 28.     | Shippū Kumikyoku (疾風組曲)   | 10:17 |
| 1:10:19 |                               |       |

### NARUTO Shippūden Original SoundtrackII
Sortie le 16 décembre 2009 au Japon, le NARUTO Shippūden Original Soundtrack II est le second recueil des titres composés par Takanashi Yasuharu pour l’anime Naruto Shippūden. Il comporte vingt huit pistes pour une durée totale d’environ 1 heure 08.
Le pochette du disque comporte une illustration couleur de Naruto et Sasuke pratiquant respectivement l’« orbe tourbillonnante » et les « mille oiseaux ».
Toute la musique est composée par Takanashi Yasuharu.
| 1.      | Shōryū (昇竜)           | 2:23 |
| 2.      | Rinkai (臨界)           | 2:18 |
| 3.      | Gekiha (撃破)           | 3:21 |
| 4.      | Saika (彩霞)            | 2:18 |
| 5.      | Yogensha (預言者)       | 1:38 |
| 6.      | Hidan (飛段)            | 1:31 |
| 7.      | Kakuzu (角都)           | 1:49 |
| 8.      | Kōen (紅炎)             | 2:30 |
| 9.      | Ranpatsu (乱髪)         | 2:18 |
| 10.     | Maisō (埋葬)            | 5:19 |
| 11.     | Shirotsumekusa (白詰草) | 1:56 |
| 12.     | Hyōhaku (漂泊)          | 2:24 |
| 13.     | Nankōfuraku (難攻不落)  | 2:17 |
| 14.     | Shikkū (疾空)           | 1:56 |
| 15.     | Shiren (試練)           | 1:31 |
| 16.     | Dokushinjutsu (読心術)  | 1:49 |
| 17.     | Guren (紅蓮)            | 3:53 |
| 18.     | Kokuten (黒点)          | 2:16 |
| 19.     | Himonji (緋文字)        | 2:33 |
| 20.     | Girei (儀礼)            | 2:14 |
| 21.     | Benibara (紅薔薇)       | 2:02 |
| 22.     | Yamagasumi (山霞)       | 2:32 |
| 23.     | Sen'ya (千夜)           | 2:09 |
| 24.     | Genshi (幻視)           | 1:49 |
| 25.     | Shirohae (白映)         | 2:47 |
| 26.     | Ochibabune (落葉船)     | 2:10 |
| 27.     | Narukami (鳴神)         | 2:41 |
| 28.     | Samidare (五月雨)       | 3:27 |
| 1:07:58 |                         |      |

### NARUTO Shippūden Original SoundtrackIII
Sortie le 6 juillet 2016 au Japon, le Naruto Shippūden Original Soundtrack III est le troisième recueil des titres composés par Takanashi Yasuharu pour l’anime Naruto Shippūden. Il comporte vingt cinq pistes pour une durée totale d’environ 1 heure 06.
Le pochette du disque comporte une illustration couleur de Naruto et Sasuke sur fond blanc avec respectivement un bras en moins.
La majorité de l'album est composé par Takanashi Yasuharu sauf pistes mentionnées.
| 1.      | Uchiha Itachi (うちはイタチ)                   | 2:14 |
| 2.      | Kyūbi hatsudō (九尾発動)                       | 2:41 |
| 3.      | Yondaime Hokage (四代目火影)                   | 2:26 |
| 4.      | Chichi to Haha (父と母)                        | 3:23 |
| 5.      | Yawarakana te (柔らかな手)                     | 3:16 |
| 6.      | Ōtsutsuki Kaguya (大筒木カグヤ)                | 2:34 |
| 7.      | Zetsu no Tēma (ゼツのテーマ)                   | 2:36 |
| 8.      | Ashura — Indora (アシュラ・インドラ)           | 2:18 |
| 9.      | Shuradō (修羅道)                               | 2:30 |
| 10.     | Tsumetaki tsuchi (冷たき土)                    | 2:27 |
| 11.     | Shukusei no Megami (粛清の女神)                | 1:45 |
| 12.     | Uzumaku Neppū (うずまく熱風)                   | 2:26 |
| 13.     | Gouchini tatsu (轟地に立つ) - Kenji Fujisawa   | 4:16 |
| 14.     | Isami aru mono-tachi (勇ある者たち)            | 2:13 |
| 15.     | Zutto miteta (ずっと見てた)                    | 2:02 |
| 16.     | Kakashi to Obito (カカシとオビト)              | 2:07 |
| 17.     | Tomoyo (友よ)                                  | 2:16 |
| 18.     | Eien ni nemure (永遠に眠れ)                    | 2:09 |
| 19.     | Obito no Tēma (オビトのテーマ)                 | 2:40 |
| 20.     | Junkyōsha (殉教者)                             | 3:17 |
| 21.     | Nosutarujia (ノスタルジア) - Musashi Project   | 2:02 |
| 22.     | Todokanu hitoni (届かぬ人に) - Musashi Project | 3:27 |
| 23.     | Kaze to honō no enbukyoku (風と炎の円舞曲)     | 2:18 |
| 24.     | Michiwa tsuzuku (道は続く) - Musashi Project   | 2:01 |
| 25.     | NARUTO Main Theme '16 - Musashi Project        | 4:25 |
| 1:06:49 |                                                |      |

### Gekijyōban NARUTO - Dai katsugeki! Yuki hime ninpōchō dattebayo!! Original Soundtrack
Sortie le 18 octobre 2004 au Japon, le Gekijyōban NARUTO - Dai katsugeki! Yuki hime ninpōchō dattebayo!! Original Soundtrack (劇場版 NARUTO -ナルト- 大活劇!雪姫忍法帖だってばよ!! Original Soundtrack, lit. Film NARUTO - Sort le grand jeu ! Le conte ninja de la princesse des neiges dattebayo !! Original Soundtrack) est le recueil des titres composés par Toshio Masuda pour le premier film de la licence, intitulé Naruto et la Princesse des neiges dans les pays francophones. Il comporte vingt pistes pour une durée totale d’environ 30 minutes.
Le pochette du disque est illustré par l'affiche du film.

### Gekijyōban NARUTO - Dai gekitotsu! Maboroshi no chiteiiseki dattebayo! Original Soundtrack
Sortie le 24 août 2005 au Japon, le Gekijyōban NARUTO - Dai gekitotsu! Maboroshi no chiteiiseki dattebayo! Original Soundtrack (劇場版 NARUTO -ナルト- 大激突!幻の地底遺跡だってばよ! Original Soundtrack, lit. Film NARUTO - La grande bataille ! Les ruines souterraines de l’illusion dattebayo ! Original Soundtrack) est le recueil des titres composés par Toshio Masuda pour le second film de la licence, intitulé La Légende de la pierre de Guelel dans les pays francophones. Il comporte quarante-et-une pistes pour une durée totale d’environ 1 heure.
Le pochette du disque est illustré par l'affiche du film.
Toute la musique est composée par Toshio Masuda.
| 1.    | Sandstorm (砂の嵐, Suna no arashi)                         |  |
| 2.    | Nerugui (ネルグイ)                                         |  |
| 3.    | The great capture strategy (捕獲大作戦, Hokaku daisakusen) |  |
| 4.    | Battle introduction (戦いの序章, Tatakai no joshō)         |  |
| 5.    | Ruins (廃墟, Haikyo)                                       |  |
| 6.    | Naruto VS Temujin (ナルトvsテムジン)                       |  |
| 7.    | Two great men (両雄, Ryōyū)                                |  |
| 8.    | Roving fortress (移動要塞, Idō yōsai)                      |  |
| 9.    | An old dance (古の舞曲, Ko no bukyoku)                     |  |
| 10.   | Camping (野営, Yaei)                                       |  |
| 11.   | Distant memories (遠い記憶, Tōi kioku)                     |  |
| 12.   | Mr. Hyde (ハイド様, Haido sama)                            |  |
| 13.   | Caravan (キャラバン)                                       |  |
| 14.   | Private investigation (隠密探査, Onmitsu tansa)            |  |
| 15.   | Audience (謁見, Ekken)                                     |  |
| 16.   | Lord of ideals (理想郷, Risōkyō)                           |  |
| 17.   | Destruction (破壊, Hakai)                                  |  |
| 18.   | A critical situation! (一触即発!, Isshokusokuhatsu!)       |  |
| 19.   | Genjutsu (幻術)                                            |  |
| 20.   | Gaara VS Ranke (ガアラvsランケ)                            |  |
| 21.   | Suna bunshin (砂分身)                                      |  |
| 22.   | Hand of the Devil (魔の手, Ma no te)                       |  |
| 23.   | Shikamaru VS Fugai (シカマルvsフガイ)                      |  |
| 24.   | The promise to a dream (夢への約束, Yume heno yakusoku)    |  |
| 25.   | Noble sacrifice (尊い犠牲, Tōtoi gisei)                    |  |
| 26.   | Kahiko's plan (カヒコの作戦, Kahiko no sakusen)            |  |
| 27.   | Mural (壁画, Hekiga)                                       |  |
| 28.   | All-out war (総力戦, Sōryokusen)                           |  |
| 29.   | Light and shadow (光と影, Hikari to kage)                  |  |
| 30.   | Legendary strength (伝説の力, Densetsu no chikara)         |  |
| 31.   | Hypocrite (偽善者, Gizensha)                               |  |
| 32.   | Truth (真実, Shinjitsu)                                    |  |
| 33.   | Face of evil (悪の顔, Aku no kao)                          |  |
| 34.   | Despair (絶望, Zetsubō)                                    |  |
| 35.   | Ruler of darkness (暗黒の支配者, Ankoku no shihaisha)      |  |
| 36.   | A comrade's support (同志の助け, Dōshi no tasuke)          |  |
| 37.   | An extremely deadly technique (超必殺技, Chōhissatsuwaza)  |  |
| 38.   | Out of control (暴走, Bōsō)                                |  |
| 39.   | Temujin (テムジン)                                         |  |
| 40.   | Bonds (絆, Iedomo)                                         |  |
| 41.   | Siren of hope (希望の汽笛, Kibō no kiteki)                 |  |
| 57:52 |                                                            |  |

## Compilations

### NARUTO Best hit collection
Sortie le 17 novembre 2004 au Japon, le NARUTO Best hit collection est une compilation des quatre premiers génériques de début ainsi que les cinq premiers génériques de fermeture de la série Naruto.
| No | Titre                     | Paroles          | Interprétée par…         | Durée |
| -- | ------------------------- | ---------------- | ------------------------ | ----- |
| 1. | R☆O☆C☆K☆S                 | Yukio Matsuo     | Hound Dog                |       |
| 2. | Wind                      | Akeboshi         | Akeboshi                 |       |
| 3. | Haruka Kanata             | Masafumi Gotō    | Asian Kung-Fu Generation |       |
| 4. | Harmonia                  | Rythem           | Rythem                   |       |
| 5. | Kanashimi wo Yasashisa ni | Suzuki Tetsuhiko | little by little         |       |
| 6. | Viva Rock ~Japanese Side~ | Orange Range     | Orange Range             |       |
| 7. | ALIVE                     | Raiko            | Raiko                    |       |
| 8. | GO!!!                     | FLOW             | FLOW                     |       |
| 9. | Ima Made Nando Mo         |                  | The Massmissile          |       |

### NARUTO in rock
Sous-titré The very best hit collection instrumental

### NARUTO All stars
Sortie le 23 juillet 2008 au Japon, le NARUTO All stars est une compilation de reprises des génériques par les seiyū Junko Takeuchi (Naruto), Noriaki Sugiyama (Sasuke), Chie Nakamura (Sakura), Kazuhiko Inoue (Kakashi) et Shōtarō Morikubo (Shikamaru). Elle comporte dix pistes, chaque seiyū interprétant deux chansons.
La pochette du single présente une illustration des personnages correspondant aux seiyū chantant dans différents types de microphones.
| No  | Titre                      | Paroles      | Musique        | Auteur                | Interprétée par… | Durée |
| --- | -------------------------- | ------------ | -------------- | --------------------- | ---------------- | ----- |
| 1.  | distance                   |              |                | LONG SHOT PARTY       | Junko Takeuchi   | 3:13  |
| 2.  | R☆O☆C☆K☆S                  | Yukio Matsuo | Hitoshi Minowa | HOUND DOG             | Kazuhiko Inoue   | 4:43  |
| 3.  | Scenario                   |              |                | SABOTEN               | Noriaki Sugiyama | 3:16  |
| 4.  | Nagareboshi~shooting Star~ |              |                | Home Made Kazoku      | Shōtarō Morikubo | 4:29  |
| 5.  | Yura Yura                  |              |                | Hearts Grow           | Chie Nakamura    | 4:56  |
| 6.  | Tsubomi                    |              |                | Maria                 | Junko Takeuchi   | 4:03  |
| 7.  | Mezamero! Yasei            |              |                | MATCHY with QUESTION? | Kazuhiko Inoue   | 4:03  |
| 8.  | Kimi monogatari            |              |                | little by little      | Noriaki Sugiyama | 4:35  |
| 9.  | Re:member                  |              |                | Flow                  | Shōtarō Morikubo | 3:05  |
| 10. | Pinocchio                  |              |                | OreSkaBand            | Chie Nakamura    | 2:17  |

### Best hit naruto
Sortie le 14 juillet 2010 au Japon, le BEST HIT NARUTO  est une compilation de quatre génériques d'ouverture, de huit génériques de fermeture de la série Naruto Shippûden, ainsi que les génériques de fermeture des 2e et 3e films de Naruto Shippûden.
| No  | Titre              | Paroles | Musique | Auteur                 | Interprétée par… | Durée |
| --- | ------------------ | ------- | ------- | ---------------------- | ---------------- | ----- |
| 1.  | Blue Bird          |         |         | Ikimono Gakari         |                  |       |
| 2.  | Sunao no Naji      |         |         | surface                |                  |       |
| 3.  | Broken Youth       |         |         | NICO Touches the Walls |                  |       |
| 4.  | NO RAIN NO RAINBOW |         |         | Home Made Kazoku       |                  |       |
| 5.  | CLOSER             |         |         | Inoue Joe              |                  |       |
| 6.  | Long Kiss Good Bye |         |         | HALCALI                |                  |       |
| 7.  | Bacchikoi!!!       |         |         | Dev Parade             |                  |       |
| 8.  | Hotaru no Hikari   |         |         | Ikimono Gakari         |                  |       |
| 9.  | Shinkokyuu         |         |         | SUPER BEAVER           |                  |       |
| 10. | My ANSWER          |         |         | SEAMO                  |                  |       |
| 11. | Dareka ga          |         |         | PUFFY                  |                  |       |
| 12. | Sign               |         |         | FLOW                   |                  |       |
| 13. | Omae Dattanda      |         |         | Kishidan               |                  |       |
| 14. | For You            |         |         | AZU                    |                  |       |

## Singles «NARUTO»

### R☆O☆C☆K☆S
Le single R☆O☆C☆K☆S du groupe HOUND DOG est sorti le 20 novembre 2002 au Japon. Il comporte 2 pistes. Une version arrangée de l'un des titres phares, R☆O☆C☆K☆S, a été utilisé comme premier générique d’ouverture de l’anime Naruto des épisodes 1 à 25.
Toutes les paroles sont écrites par Yukio Matsuo, toute la musique est composée par Hitoshi Minowa.
| No | Titre                                | Durée |
| -- | ------------------------------------ | ----- |
| 1. | R☆O☆C☆K☆S                            |       |
| 2. | ff (fortissimo) (ff(フォルティシモ)) |       |

### Stoned Town
L’EP STONED TOWN de Akeboshi est sorti le 8 août 2002 au Japon. Il comporte 4 pistes. Une version arrangée de l'un des titres phares, Wind, a été utilisé comme premier générique de fermeture de l’anime Naruto des épisodes 1 à 25.
Toutes les chansons sont écrites et composées par Akeboshi.
| No | Titre                         | Durée |
| -- | ----------------------------- | ----- |
| 1. | Wind                          |       |
| 2. | Akikaze no uta (秋風のうた)   |       |
| 3. | no wish                       |       |
| 4. | Haikyo no sofa (廃墟のソファ) |       |

### Houkai Amplifier
L’EP Houkai Amplifier de Asian Kung-Fu Generation est sorti le 23 avril 2003 au Japon, il s'agit d'une réédition du même mini-album sorti le 25 novembre 2002 en indépendant. Il comporte 6 pistes. Une version arrangée de l'un des titres phares, Haruka Kanata, a été utilisé comme second générique d’ouverture de l’anime Naruto des épisodes 26 à 53.
Toutes les chansons sont écrites et composées par Masafumi Gotô, avec la participation de Takahiro Yamada pour Rasinban.
| No | Titre                    | Durée |
| -- | ------------------------ | ----- |
| 1. | Haruka Kanata (遥か彼方) |       |
| 2. | Rasinban (羅針盤)        |       |
| 3. | Konayuki (粉雪)          |       |
| 4. | Ao no uta (青の歌)       |       |
| 5. | Sandei (サンデイ)        |       |
| 6. | 12                       |       |

### Harmonia
Le single Harmonia du groupe Rythem est sortie le 21 juin 2004 au Japon. Il comporte 4 pistes. Une version arrangée de l'un des titres phares, Harmonia, a été utilisé comme second générique de fermeture de l’anime Naruto des épisodes 26 à 51.
Toutes les chansons sont écrites et composées par Rythem.
| No | Titre                                                              | Durée |
| -- | ------------------------------------------------------------------ | ----- |
| 1. | Harmonia (ハルモニア)                                              |       |
| 2. | Tenkyu (てんきゅっ)                                                |       |
| 3. | Harmonia (Saboten version) (ハルモニア(サボテン・ヴァージョン))    |       |
| 4. | Harmonia (Instrumental version) (ハルモニア(インストゥルメンタル)) |       |

### Viva★Rock
Le single Viva★Rock du groupe Orange Range est sortiele 21 juin 2004 au Japon. Il comporte 5 pistes. Une version arrangée de l'un des titres phares, Viva★Rock ~Japanese Side~, a été utilisé comme troisième générique de fermeture de l’anime Naruto des épisodes 52 à 64.
Toutes les chansons sont écrites et composées par Orange Range.
| No | Titre                                                          | Durée |
| -- | -------------------------------------------------------------- | ----- |
| 1. | Viva★Rock (ビバ★ロック)                                        |       |
| 2. | Velocity 3000 (ベロシティー3000)                               |       |
| 3. | Viva★Rock (ryukyudisco remix) (ビバ★ロック(ryukyudisco remix)) |       |
| 4. | Nagisa no loko girl (渚のロコガール)                           |       |
| 5. | Viva★Rock (japanese side) (ビバ★ロック(japanese side))         |       |

### Kanashimi wo yasashisa ni
Le single Kanashimi wo yasashisa ni du groupe little by little est sorti le 17 décembre 2003 au Japon. Il comporte 4 pistes. Une version arrangée de l'un des titres phares, Kanashimi wo yasashisa ni a été utilisé comme troisième générique d’ouverture de l’anime Naruto des épisodes 54 à 77.
Toutes les chansons sont écrites et composées par Suzuki Tetsuhiko avec des arrangements de Tasuku, sauf indication contraire.
| 1.    | Kanashimi wo yasashisa ni (悲しみをやさしさに)                                                 | Suzuki Tetsuhiko et Satoshi Mamoru Togawa | 4:00 |
| 2.    | Ireland fortune market                                                                         |                                           | 5:19 |
| 3.    | Home town                                                                                      | Hashimoto Yukari (arrangement)            | 4:45 |
| 4.    | Kanashimi wo yasashisa ni (NARUTO Opening MIX) (悲しみをやさしさに(NARUTO-ナルト-Opening MIX)) |                                           | 1:31 |
| 15:35 |                                                                                                |                                           |      |

### ALIVE
Le single ALIVE du groupe Raiko est sortie le 18 février 2004 au Japon. Il comporte cinq pistes. Une version arrangée de l'un des titres phares, ALIVE, a été utilisé comme quatrième générique de fermeture de l’anime Naruto des épisodes 65 à 77.
Toutes les chansons sont écrites et composées par Raiko.
| No | Titre                                                      | Durée |
| -- | ---------------------------------------------------------- | ----- |
| 1. | ALIVE                                                      |       |
| 2. | Raion (らいおん)                                           |       |
| 3. | ALIVE(Hiroki Remix)                                        |       |
| 4. | ALIVE(Instrumental)                                        |       |
| 5. | ALIVE(NARUTO Ending MIX) (ALIVE(NARUTO~ナルト~Ending MIX)) |       |

### GO!!!
Le single GO!!! du groupe FLOW est sorti le 28 avril 2004 au Japon. Il comporte 5 pistes. Une version arrangée de l'un des titres phares, GO!!!, a été utilisé comme quatrième générique d’ouverture de l’anime Naruto des épisodes 78 à 103.
Toutes les chansons sont écrites et composées par FLOW.
| No | Titre                     | Durée |
| -- | ------------------------- | ----- |
| 1. | GO!!!                     |       |
| 2. | RISING DRAGON             |       |
| 3. | MY LIFE                   |       |
| 4. | GO!!!(VOCALLESS MIX)      |       |
| 5. | GO!!!(NARUTO OPENING MIX) |       |

### Imamade Nandomo
Le single Imamade Nandomo du groupe The Mass Missile est sorti le 19 mai 2004 au Japon. Il comporte 3 pistes. Une version arrangée de l'un des titres phares, Imamade Nandomo, a été utilisé comme cinquième générique de fermeture de l’anime Naruto des épisodes 78 à 89.
| No | Titre                                                         | Durée |
| -- | ------------------------------------------------------------- | ----- |
| 1. | Imamade Nandomo (今まで何度も)                                |       |
| 2. | Ore no Ichi Daiji ~Rock de Bon~ (俺の一大事 ~ロック De ボン~) |       |
| 3. | Naruhodo (なるほど)                                           |       |

### Ryuusei
Le single Ryuusei de TiA est sorti le 4 août 2004 au Japon. Il comporte trois pistes. Une version arrangée de l'un des titres phares, Ryuusei, a été utilisé comme sixième générique de fermeture de l’anime Naruto des épisodes 90 à 103.
Toutes les chansons sont écrites et composées par TiA.
| No | Titre                  | Durée |
| -- | ---------------------- | ----- |
| 1. | Ryuusei (流星)         |       |
| 2. | Missing you            |       |
| 3. | Ryuusei (instrumental) |       |

### Seishun kyōskōyoku
Le single Seishun kyōsōkyoku du groupe Sambomaster est sorti le 1er décembre 2004 au Japon. Il comporte 4 pistes. Une version arrangée de l'un des titres phares, Seishun kyōsōkyoku a été utilisé comme cinquième générique d’ouverture de l’anime Naruto des épisodes 104 à 128.
Toutes les chansons sont écrites et composées par Sambomaster.
| No | Titre                                                                              | Durée |
| -- | ---------------------------------------------------------------------------------- | ----- |
| 1. | Seishun kyōsōkyoku (青春狂騒曲)                                                    |       |
| 2. | Tsunagari (King of Laidback mix) (つながり (キング・オブ・レイドバック・ミックス)) |       |
| 3. | Ame (雨)                                                                           |       |
| 4. | Seishun kyōsōkyoku (NARUTO Opening MIX) (青春狂騒曲 (NARUTO-ナルト-Opening MIX))   |       |

### Mountain à Gogo 2
Le single Mountain à Gogo 2 le groupe Captain Straidum est sorti le 3 novembre 2004 au Japon. Il comporte 3 pistes. Une version arrangée de l'un des titres phares, Mountain a Gogo 2, a été utilisé comme septième générique de fermeture de l’anime Naruto joue pendant les épisodes 104 à 115.
| No | Titre                                                           | Durée |
| -- | --------------------------------------------------------------- | ----- |
| 1. | Mountain à Gogo 2 (マウンテン・ア・ゴーゴー・ツー)              |       |
| 2. | Northern Flower (ノーテンフラワー)                              |       |
| 3. | Yarukiresu (Live à SHIBUYA-AX) (ヤルキレス(Live at SHIBUYA-AX)) |       |

### Hajimete Kimi to Shabetta
Le single Hajimete Kimi to Shabetta le groupe GAGAGA SP est sorti le 2 février 2005 au Japon. Il comporte 3 pistes. Une version arrangée de l'un des titres phares, Hajimete Kimi to Shabetta, a été utilisé comme huitième générique de fermeture de l’anime Naruto joue pendant les épisodes 116 à 128.
| No | Titre                                                                   | Durée |
| -- | ----------------------------------------------------------------------- | ----- |
| 1. | Hajimete Kimi to Shabetta (はじめて君としゃべった)                      |       |
| 2. | Subete wa Kawatta (全ては変わった)                                      |       |
| 3. | Tsuyama no Yoru (The Race Boat Ver.) (津山の夜 (ザ・ボートレース Ver.)) |       |

### No Boy No Cry
Le single No Boy No Cry le groupe Stance Punks est sorti le 8 juin 2005 au Japon. Il comporte 3 pistes. Une version arrangée de l'un des titres phares, No Boy No Cry, a été utilisé comme sixième générique d'ouverture de l’anime Naruto joue pendant les épisodes 129 à 153. 
| No | Titre                                        | Durée |
| -- | -------------------------------------------- | ----- |
| 1. | No Boy No Cry (ノーボーイ・ノークライ)       |       |
| 2. | Kurayami ni Hi wo Tsukero (暗闇に火をつけろ) |       |
| 3. | Hana wo Soeru youni (花を添えるように)       |       |

### Nakushita Kotoba
Le single Nakushita Kotoba du groupe No Regret Life est sorti le 8 juin 2005 au Japon. Il comporte 3 pistes. Une version arrangée de l'un des titres phares, Nakushita Kotoba, a été utilisé comme neuvième générique de fermeture de l’anime Naruto joue pendant les épisodes 129 à 141.
| No | Titre                           | Durée |
| -- | ------------------------------- | ----- |
| 1. | Nakushita Kotoba (失くした言葉) |       |
| 2. | Last Smile (ラストスマイル)     |       |
| 3. | Sono Shunkan ni (その瞬間に)    |       |

### Speed
Le single Speed le groupe Analog Fish est sorti le 3 août 2005 au Japon. Il comporte 4 pistes. Une version arrangée de l'un des titres phares, Speed, a été utilisé comme dixième générique de fermeture de l’anime Naruto joue pendant les épisodes 142 à 153. 
| No | Titre                              | Durée |
| -- | ---------------------------------- | ----- |
| 1. | Speed (スピード)                   |       |
| 2. | Tsuki no Hana (月の花)             |       |
| 3. | Texas (テキサス)                   |       |
| 4. | Speed(karaoké) (スピード(karaoke)) |       |

### Namikaze Satellite
Le single Namikaze Satellite du groupe Snowkel est sorti le 1er janvier 2006 au Japon. Il comporte 3 pistes. Une version arrangée de l'un des titres phares, Namikaze Satellite, a été utilisé comme septième générique d'ouverture de l’anime Naruto joue pendant les épisodes 154 à 178. 
| 1.    | Namikaze Satellite (波風サテライト) | 3:12 |
| 2.    | JUSTICE                             | 6:14 |
| 3.    | SSAW Japan Tour                     | 5:40 |
| 14:66 |                                     |      |

### Soba ni Iru Kara
Le single Soba ni Iru Kara de AMADORI est sorti le 16 novembre 2005 au Japon. Il comporte 4 pistes. Une version arrangée de l'un des titres phares, Nakushita Koto, a été utilisé comme onzième générique de fermeture de l’anime Naruto joue pendant les épisodes 154 à 165.
| No | Titre                                                          | Durée |
| -- | -------------------------------------------------------------- | ----- |
| 1. | Soba ni Iru Kara (そばにいるから)                              |       |
| 2. | Kumori no Gogo no Hi (曇りの午後の日)                          |       |
| 3. | Mijikai Kiss (短いキス)                                        |       |
| 4. | Soba ni Iru Kara (Instrumental) (そばにいるから(Instrumental)) |       |

### Parade
Le single Parade du groupe CHABA est sorti le 16 novembre 2005 au Japon. Il comporte 4 pistes. Une version arrangée de l'un des titres phares, Parade, a été utilisé comme douzième générique de fermeture de l’anime Naruto joue pendant les épisodes 166 à 178.
| No | Titre                                          | Durée |
| -- | ---------------------------------------------- | ----- |
| 1. | Parade (パレード)                              |       |
| 2. | Limelight o Hashire (ライムライトを走れ)       |       |
| 3. | Parade (version 364) (パレード(version 364))   |       |
| 4. | Parade (Instrumental) (パレード(Instrumental)) |       |

### Re:member
Le single Re:member du groupe FLOW est sorti le 31 mai 2006 au Japon. Il comporte cinq pistes. Une version arrangée de l'un des titres phares, Re:member, a été utilisé comme huitième générique d’ouverture de l’anime Naruto des épisodes 179 à 202.
Toutes les chansons sont écrites et composées par FLOW.
| No | Titre                           | Durée |
| -- | ------------------------------- | ----- |
| 1. | Re:member                       |       |
| 2. | Your song                       |       |
| 3. | Kaleïdoscope (カレイドスコープ) |       |
| 4. | Re:member -Vocalless Mix-       |       |
| 5. | Re:member -NARUTO Opening Mix-  |       |

### Yellow Moon
L’EP Yellow Moon de Akeboshi est sorti le 19 avril 2006 au Japon. Il comporte 5 pistes. Une version arrangée de l'un des titres phares, Yellow Moon, a été utilisé dans une version arrangée comme treizième générique de fermeture de l’anime Naruto des épisodes 179 à 191.
Toutes les paroles sont écrites par Inoue Yousui, toute la musique est composée par Yoshio Akeboshi.
| 1.    | Yellow Moon(edit.)       | 3:44 |
| 2.    | Persona                  | 3:58 |
| 3.    | One step behind the door | 3:33 |
| 4.    | Hanabi (花火)            | 4:07 |
| 5.    | Yellow Moon              | 5:12 |
| 24:35 |                          |      |

### Pinocchio
L’EP Pinocchio du groupe OreSkaBand est sorti le 19 juillet 2006 au Japon. Il comporte 6 pistes. Une version arrangée de l'un des titres phares, Pinocchio a été utilisé comme quatorzième générique de fermeture de l’anime Naruto des épisodes 192 à 202.
| No | Titre                              | Durée |
| -- | ---------------------------------- | ----- |
| 1. | PANTIME (シナリオ)                 |       |
| 2. | Hana no Ska Dance (花のスカダンス) |       |
| 3. | Pinocchio (ピノキオ)               |       |
| 4. | Knife to Fork (ナイフとフォーク)   |       |
| 5. | MONKEY MAN(MONKEY monkey MAN)      |       |
| 6. | Shounen S (少年S)                  |       |

### Yura Yura
Le single Yura Yura du groupe Hearts Grow est sorti le 6 décembre 2006 au Japon. Il comporte 3 pistes. Une version arrangée de l'un des titres phares, Yura Yura a été utilisé comme neuvième générique d'ouverture de l’anime Naruto des épisodes 203 à 220.
| No | Titre                                             | Durée |
| -- | ------------------------------------------------- | ----- |
| 1. | Yura Yura (ユラユラ)                              |       |
| 2. | Monogatari (物語)                                 |       |
| 3. | Yura Yura (Instrumental) (ユラユラ(Instrumental)) |       |

### Scenario
Le single Scenario du groupe SABOTEN est sorti le 20 décembre 2006 au Japon. Il comporte 3 pistes. Une version arrangée de l'un des titres phares, Scenario a été utilisé comme quinzième générique de fermeture de l’anime Naruto des épisodes 203 à 220.
| No | Titre                                                       | Durée |
| -- | ----------------------------------------------------------- | ----- |
| 1. | Scenario (シナリオ)                                         |       |
| 2. | YELLOW RIOT                                                 |       |
| 3. | Aozora he (青空へ)                                          |       |
| 4. | Scenario ~NARUTO Mix~ (シナリオ ~NARUTO-ナルト-バージョン~) |       |

## Singles «NARUTO Shippûden»

### Hero's Come Back!!
Le single Hero's Come Back!! du groupe nobodyknows+ est sorti le 25 avril 2007 au Japon. Il comporte 4 pistes. Une version arrangée du titre phare, Hero's Come Back!!, a été utilisée comme premier générique d'ouverture de l’anime Naruto Shippûden des épisodes 1 à 30.
| No | Titre                             | Durée |
| -- | --------------------------------- | ----- |
| 1. | Hero's Come Back!!                |       |
| 2. | Ca Latte                          |       |
| 3. | Oh Happy Days                     |       |
| 4. | Hero's Come Back!! -instrumental- |       |

### Nagareboshi ~Shooting Star~
Le single Nagareboshi ~Shooting Star~ du groupe Home Made Kazoku est sorti le 7 mars 2007 au Japon. Il comporte 3 pistes). Une version arrangée du titre phare, Nagareboshi ~Shooting Star~ a été utilisé comme premier générique de fermeture de l’anime Naruto Shippûden des épisodes 1 à 18.
| No | Titre                                                                              | Durée |
| -- | ---------------------------------------------------------------------------------- | ----- |
| 1. | Nagareboshi ~Shooting Star~ (流れ星 ~Shooting Star~)                               |       |
| 2. | Yonaka ni Kaita Love Letter (夜中に書いたラブレター)                               |       |
| 3. | Nagareboshi ~Shooting Star~ (Instrumental) (流れ星 ~Shooting Star~ (Instrumental)) |       |

### Michi ~ To You All ~
Le single Michi ~ To You All ~ du groupe aluto est sorti le 11 juillet 2007 au Japon. Il comporte 4 pistes. Une version arrangée du titre phare, Michi ~ To You All ~ a été utilisé comme deuxième générique de fermeture de l’anime Naruto Shippûden des épisodes 19 à 30.
| No | Titre                                        | Durée |
| -- | -------------------------------------------- | ----- |
| 1. | Michi ~ to you all (道～to you all)          |       |
| 2. | Kaze to Tada Mae o Mita (風とただ前をみた)   |       |
| 3. | Haribote Tsumiki (ハリボテ積木)              |       |
| 4. | Michi (violon version) (道 (violin version)) |       |

### Distance
Le single distance du groupe LONG SHOT PARTY est sorti le 17 décembre 2008 au Japon. Il comporte 4 pistes. Une version arrangée du titre phare, distance, a été utilisée comme deuxième générique d'ouverture de l’anime Naruto Shippûden des épisodes 31 à 53.
| No | Titre                         | Durée |
| -- | ----------------------------- | ----- |
| 1. | distance                      |       |
| 2. | Night Scoop (ナイト スクープ) |       |
| 3. | distance (NARUTO Ver.)        |       |
| 4. | distance (Less Vocal)         |       |

### Kimi Monogatari
Le single Kimi Monogatari du groupe little by little est sortie le 5 décembre 2007 au Japon. Il comporte 4 pistes. Une version arrangée du titre phare, Kimi Monogatari a été utilisé comme troisième générique de fermeture de l’anime Naruto Shippûden des épisodes 31 à 41.
| No | Titre                                                          | Durée |
| -- | -------------------------------------------------------------- | ----- |
| 1. | Kimi Monogatari (キミモノガタリ)                               |       |
| 2. | Poteto to Kôku (ポテトとコーク)                                |       |
| 3. | EDEN                                                           |       |
| 4. | Kimi Monogatari -Instrumental- (キミモノガタリ -Instrumental-) |       |

### Mezamero! Yasei
Le single Mezamero! Yasei du groupe MATCHY with QUESTION? est sorti le 23 janvier 2008 au Japon. Il comporte 4 pistes. Une version arrangée du titre phare, Mezamero! Yasei a été utilisé comme quatrième générique de fermeture de l’anime Naruto Shippûden des épisodes 42 à 53.
| No | Titre                                                                                                | Durée |
| -- | --- | ----- |
| 1. | Mezameru! Yasei (目覚めろ!野性)                                                                      |       |
| 2. | Midnight Shuffle ’08 remix (ミッドナイト・シャッフル’08 remix)                                       |       |
| 3. | Mezameru! Yasei (original karaoke) (目覚めろ!野性 (original karaoke))                                |       |
| 4. | Midnight Shuffle ’08 remix (original Karaoke) (ミッドナイト・シャッフル’08 remix (original karaoke)) |       |

### Blue Bird
Le single Blue Bird du groupe Ikimono Gakari est sortie le 9 juillet 2008 au Japon. Il comporte 3 pistes. Une version arrangée du titre phare, Blue Bird, a été utilisée comme troisième générique d'ouverture de l’anime Naruto Shippûden des épisodes 54 à 77.
| No | Titre                                                 | Durée |
| -- | ----------------------------------------------------- | ----- |
| 1. | Blue Bird (ブルーバード)                              |       |
| 2. | Natsuiro Wakusei (夏色惑星)                           |       |
| 3. | Blue Bird -instrumental- (ブルーバード-instrumental-) |       |

### Sunao na Niji
Le single Sunao na Niji du groupe Surface est sorti le 30 avril 2008 au Japon. Il comporte 4 pistes. Une version arrangée du titre phare, Sunao na Niji a été utilisé comme cinquième générique de fermeture de l’anime Naruto Shippûden des épisodes 54 à 63.
| No | Titre                             | Durée |
| -- | --------------------------------- | ----- |
| 1. | Sunao na Niji (素直な虹)          |       |
| 2. | Jounetsu My Soul (情熱マイソウル) |       |
| 3. | Juu (十)                          |       |
| 4. | Sunao na Niji -TV Edit-           |       |

### Broken Youth
Le single Broken Youth du groupe NICO Touches the Walls est sorti le 13 août 2008 au Japon. Il comporte 3 pistes. limitée). Une version arrangée du titre phare, Broken Youth  a été utilisé comme sixième générique de fermeture de l’anime Naruto Shippûden des épisodes 64 à 77.
| No | Titre                  | Durée |
| -- | ---------------------- | ----- |
| 1. | Broken Youth           |       |
| 2. | Natsu no Yuki (夏の雪) |       |
| 3. | GUERNICA               |       |

### CLOSER
Le single CLOSER de Inoue Joe est sortie le 17 décembre 2008 au Japon. Il comporte 5 pistes. Une version arrangée du titre phare, CLOSER, a été utilisée comme quatrième générique d'ouverture de l’anime Naruto Shippûden des épisodes 78 à 102.
| No | Titre                                                                                  | Durée |
| -- | -------------------------------------------------------------------------------------- | ----- |
| 1. | CLOSER                                                                                 |       |
| 2. | GRAVITY                                                                                |       |
| 3. | Kan Gae Taku Nai ~Can a guy talk all night?~ (考えたくない~Can a guy talk all night?~) |       |
| 4. | CLOSER -NARUTO Opening Version-                                                        |       |
| 5. | CLOSER -"Kurioki" version- (KARAOKE) (CLOSER -"ケリオキ"ver.- (KARAOKE))               |       |

### Long Kiss Good Bye
Le single Long Kiss Good Bye du groupe HALCALI est sortie le 12 novembre 2008 au Japon. Il comporte 3 pistes. Une version arrangée du titre phare, Long Kiss Good Bye, a été utilisée comme septième générique de fermeture de l’anime Naruto Shippûden des épisodes 78 à 90.
| No | Titre                             | Durée |
| -- | --------------------------------- | ----- |
| 1. | Long Kiss Good Bye                |       |
| 2. | FLASH                             |       |
| 3. | Long Kiss Good Bye (Instrumental) |       |

### Bacchikoi!!!
Le single Bacchikoi!!! du groupe Dev Parade est sortie le 11 mars 2008 au Japon. Il comporte 2 pistes. Une version arrangée du titre phare, Bacchikoi!!! , a été utilisée comme huitième générique de fermeture de l’anime Naruto Shippûden des épisodes 91 à 102.
| No | Titre                        | Durée |
| -- | ---------------------------- | ----- |
| 1. | Bacchikoi!!! (バッチコイ!!!) |       |
| 2. | GODS N’ DEATH                |       |

### Hotaru no Hikari
Le single Hotaru no Hikari du groupe Ikimono Gakari est sortie le 15 juillet 2009 au Japon. Il comporte 3 pistes. Une version arrangée du titre phare, Hotaru no Hikari, a été utilisée comme cinquième générique d'ouverture de l’anime Naruto Shippûden des épisodes 103 à 128.
| No | Titre                                                           | Durée |
| -- | --------------------------------------------------------------- | ----- |
| 1. | Hotaru no Hikari (ホタルノヒカリ)                               |       |
| 2. | Omoide no Sukima (おもいでのすきま)                             |       |
| 3. | Hotaru no Hikari -instrumental- (ホタルノヒカリ -instrumental-) |       |

### Shinkokyuu
Le single Shinkokyuu du groupe SUPER BEAVER est sortie le 3 juin 2009 au Japon. Il comporte 3 pistes. Une version arrangée du titre phare, Shinkokyuu, a été utilisée comme neuvième générique de fermeture de l’anime Naruto Shippûden des épisodes 103 à 115.
| No | Titre                   | Durée |
| -- | ----------------------- | ----- |
| 1. | Shinkokyuu (深呼吸)     |       |
| 2. | Man'indensha (満員電車) |       |
| 3. | Kyoukaisen (境界線)     |       |
| 4. | Douhyou (道標)          |       |

### My ANSWER
Le single My ANSWER de SEAMO est sorti le 24 février 2010 au Japon. Il comporte 6 pistes. Une version arrangée du titre phare, My ANSWER, a été utilisée comme dixième générique de fermeture de l’anime Naruto Shippûden des épisodes 116 à 128.
| No | Titre                                                                              | Durée |
| -- | ---------------------------------------------------------------------------------- | ----- |
| 1. | My ANSWER                                                                          |       |
| 2. | Fukeiki Nante Buttobase!! (不景気なんてぶっとばせ!!)                               |       |
| 3. | Go!!                                                                               |       |
| 4. | My ANSWER (instrumental)                                                           |       |
| 5. | Fukeiki Nante Buttobase!! (instrumental) (不景気なんてぶっとばせ!! (instrumental)) |       |
| 6. | Go!! (instrumental)                                                                |       |

### Sign
Le single Sign du groupe FLOW est sorti le 13 janvier 2010 au Japon. Il comporte 5 pistes. Une version arrangée du titre phare, Sign, a été utilisée comme sixième générique d'ouverture de l’anime Naruto Shippûden des épisodes 129 à 153.
| No | Titre                                                                             | Durée |
| -- | --------------------------------------------------------------------------------- | ----- |
| 1. | Sign                                                                              |       |
| 2. | Nowhere ~Kimi ni Okuru Orera nari no Ouenka~ (Nowhere ~君に贈る俺らなりの応援歌~) |       |
| 3. | FLOW×NARUTO -Time machine Special Mix-                                            |       |
| 4. | Sign -NARUTO Opening Mix-                                                         |       |
| 5. | Sign -Instrumental-                                                               |       |

### Omae Dattanda
Le single Omae Dattanda du groupe Kishidan est sorti le 11 novembre 2009 au Japon. Il comporte 2 pistes. Une version arrangée du titre « face B », Omae Dattanda, a été utilisée comme onzième générique de fermeture de l’anime Naruto Shippûden des épisodes 129 à 141.
| No | Titre                            | Durée |
| -- | -------------------------------- | ----- |
| 1. | Omae Dattanda (おまえだったんだ) |       |
| 2. | Sayunara Sekai (さよなら世界)    |       |

### For You
Le single For You  de AZU est sorti le 24 février 2010 au Japon. Il comporte 4 pistes. Une version arrangée du titre phare, For You, a été utilisée comme douzième générique de fermeture de l’anime Naruto Shippûden des épisodes 142 à 153.
| No | Titre                                                                                            | Durée |
| -- | ------------------------------------------------------------------------------------------------ | ----- |
| 1. | For You                                                                                          |       |
| 2. | Ima sugu ni... (Acoustic version) (いますぐに…(Acoustic version))                                |       |
| 3. | For You -Instrumental-                                                                           |       |
| 4. | Ima sugu ni... (Acoustic version) -Instrumental- (いますぐに… (Acoustic version) -Instrumental-) |       |

### Toumei Datta Sekai
Le single Toumei Datta Sekai de Motohiro Hata est sorti le 11 août 2010 au Japon. Il comporte 4 pistes. Une version arrangée du titre phare, Toumei Datta Sekai, a été utilisée comme septième générique d'ouverture de l’anime Naruto Shippûden des épisodes 154 à 179.
| No | Titre                                                   | Durée |
| -- | ------------------------------------------------------- | ----- |
| 1. | Toumei Datta Sekai (透明だった世界)                     |       |
| 2. | 29 Bansen (29番線)                                      |       |
| 3. | Tama ni wa Machi ni Date Miyou (たまには街に出てみよう) |       |
| 4. | Toumei Datta Sekai (透明だった世界)                     |       |

### Jitensha
Le single Jitensha du groupe OreSkaBand est sorti le 28 avril 2010 au Japon. Il comporte 3 pistes (4 sur l'édition limitée). Une version arrangée du titre phare, Jitensha, a été utilisée comme treizième générique de fermeture de l’anime Naruto Shippûden des épisodes 154 à 166.
| No | Titre                                                                                     | Durée |
| -- | ----------------------------------------------------------------------------------------- | ----- |
| 1. | Jitensha (自転車)                                                                         |       |
| 2. | Dance Number 802 (ダンスナンバー802)                                                      |       |
| 3. | What a Wonderful World Tour 2009 Final                                                    |       |
| 4. | Title mitei (全米都市フェスツアー「WARPED TOUR 2008」 Special Edit) (Sur édition limitée) |       |

### Utakata Hanabi
Le single Utakata Hanabi du groupe Supercell est sorti le 25 août 2010 au Japon. Il comporte 6 pistes. Une version arrangée du titre phare, Utakata Hanabi, a été utilisée comme quatorzième générique de fermeture de l’anime Naruto Shippûden des épisodes 167 à 179.
Toutes les chansons sont écrites et composées par Supercell.
| No | Titre                                                                              | Durée |
| -- | ---------------------------------------------------------------------------------- | ----- |
| 1. | Utakata Hanabi (うたかた花火)                                                      |       |
| 2. | Hoshi ga matataku konna yoru ni (星が瞬くこんな夜に)                               |       |
| 3. | Worldwide Love                                                                     |       |
| 4. | Utakata hanabi -Instrumental- (うたかた花火 -Instrumental-)                        |       |
| 5. | Hoshi ga matataku konna yoru ni -Instrumental- (星が瞬くこんな夜に -Instrumental-) |       |
| 6. | Worldwide Love -Instrumental-                                                      |       |

### Diver
Le single Diver du groupe NICO Touches the Walls est sorti le 12 janvier 2011 au Japon. Il comporte 4 pistes. Une version arrangée du titre phare, Diver, a été utilisée comme huitième générique d'ouverture de l’anime Naruto Shippûden des épisodes 180 à 205.
| No | Titre                    | Durée |
| -- | ------------------------ | ----- |
| 1. | Diver                    |       |
| 2. | Yuujou Sanka (友情讃歌)  |       |
| 3. | Broken Youth (Live ver.) |       |
| 4. | Diver (Live ver.)        |       |

### U can do it!
Le single U can do it! du groupe DOMINO est sorti le 1er décembre 2010 au Japon. Il comporte 3 pistes. Une version arrangée du titre phare, U can do it!, a été utilisée comme quinzième générique de fermeture de l’anime Naruto Shippûden des épisodes 180 à 192.
| No | Titre                                                        | Durée |
| -- | ------------------------------------------------------------ | ----- |
| 1. | U can do it!                                                 |       |
| 2. | Yakusoku (約束)                                              |       |
| 3. | Usotsukinamida maigonokoneko (ウソツキナミダ マイゴノコネコ) |       |

### Mayonaka no Orchestra
Le single Mayonaka no Orchestra du groupe Aqua Timez est sorti le 26 janvier 2011 au Japon. Il comporte 4 pistes. Une version arrangée du titre phare, Mayonaka no Orchestra, a été utilisée comme seizième générique de fermeture de l’anime Naruto Shippûden des épisodes 193 à 205.
Il est aussi utilisé pour la 5e OAV Naruto Shippuden.
| No | Titre                                                                      | Durée |
| -- | -------------------------------------------------------------------------- | ----- |
| 1. | Mayonaka no Orchestra (真夜中のオーケストラ)                               |       |
| 2. | Kaze ni Fukarete (風に吹かれて)                                            |       |
| 3. | Full a Gain                                                                |       |
| 4. | Mayonaka no Orchestra -Instrumental- (真夜中のオーケストラ -Instrumental-) |       |

### Lovers
Le single Lovers du groupe 7!! est sorti le 29 juin 2011 au Japon. Il comporte 3 pistes. Une version arrangée du titre phare, Lovers, est utilisé comme le neuvième générique d'ouverture de l’anime Naruto Shippûden des épisodes 206 à 230.
| No | Titre                                             | Durée |
| -- | ------------------------------------------------- | ----- |
| 1. | Lovers (ラヴァーズ)                               |       |
| 2. | Primitif Power (プリミティヴ・パワー)             |       |
| 3. | Lovers (Instrumental) (ラヴァーズ (Instrumental)) |       |

### FREEDOM
Le single FREEDOM du groupe Home Made Kazoku est sorti le 1er juin 2011 au Japon. Il comporte 4 pistes. Une version arrangée du titre phare, FREEDOM, est utilisé comme le dix-septième générique de fermeture de l’anime Naruto Shippûden des épisodes 206 à 218.
| No | Titre                                     | Durée |
| -- | ----------------------------------------- | ----- |
| 1. | FREEDOM                                   |       |
| 2. | NO RAIN NO RAINBOW (Fickle Remix)         |       |
| 3. | FREEDOM (Instrumental)                    |       |
| 4. | FREEDOM (NARUTO Shippuden Ending Version) |       |

### Yokubou o Sakebe!!!!
Le single Yokubou o Sakebe!!!! du groupe OKAMOTO'S est sorti le 3 août 2011 au Japon. Il comporte 6 pistes. Une version arrangée du titre phare, Yokubou o Sakebe!!!, est utilisé comme le dix-huitième générique de fermeture de l’anime Naruto Shippûden des épisodes 219 à 230. Par ailleurs, une version arrangée du titre « face B » Future Eve est utilisée comme thème principal de Naruto Shippuden: Blood Prison.
| No | Titre                                 | Durée |
| -- | ------------------------------------- | ----- |
| 1. | Yokubou o Sakebe!!!! (欲望を叫べ!!!!) |       |
| 2. | Future Eve                            |       |
| 3. | Yokubou o Sakebe!!!! (version anime)  |       |
| 4. | Fututre Eve (version anime)           |       |
| 5. | Yokubou o Sakebe!!!! (instrumental)   |       |
| 6. | Future Eve (instrumental)             |       |

### Newsong
Le single Newsong du groupe Tacica est sorti le 18 janvier 2012 au Japon. Il comporte 4 pistes. Une version arrangée du titre phare, Newsong, est utilisé comme le dixième générique d'ouverture de l’anime Naruto Shippûden des épisodes 231 à 256.
| No | Titre           | Durée |
| -- | --------------- | ----- |
| 1. | wondermole      |       |
| 2. | newsong         |       |
| 3. | Fuka (孵化)     |       |
| 4. | Hatsumei (発明) |       |

### Place to Try
Le single Place to Try du groupe TOTALFAT est sorti le 9 novembre 2011 au Japon. Il comporte 5 pistes. Une version arrangée du titre phare, Place to Try, est utilisé comme le dix-neuvième générique de fermeture de l’anime Naruto Shippûden des épisodes 230 à 242.
| No | Titre                        | Durée |
| -- | ---------------------------- | ----- |
| 1. | Place to Try                 |       |
| 2. | Take It Over                 |       |
| 3. | Life Is Such a Danger Flight |       |
| 4. | Place to Try (version anime) |       |
| 5. | Place to Try (instrumental)  |       |

### By My Side
Le single By My Side du groupe Hemenway est sorti le 25 janvier 2012 au Japon. Il comporte 4 pistes. Une version arrangée du titre phare, By My Side, est utilisé comme le vingtième générique de fermeture de l’anime Naruto Shippûden des épisodes 242 à 256.
| No | Titre                           | Durée |
| -- | ------------------------------- | ----- |
| 1. | By My Side (バイマイサイド)     |       |
| 2. | Dust                            |       |
| 3. | Dear Junior                     |       |
| 4. | By My Side (Flying Guitar Ver.) |       |

### Totsugeki Rock
Le single Totsugeki Rock du groupe The Cro-Magnons est sorti le 23 mai 2012 au Japon. Il comporte 2 pistes. Une version arrangée du titre phare, Totsugeki Rock, est utilisé comme onzième générique d'ouverture de l’anime Naruto Shippûden à partir de l'épisode 257.
| No | Titre                       | Durée |
| -- | --------------------------- | ----- |
| 1. | Totsugeki Rock (突撃ロック) |       |
| 2. | Saidā (サイダー)            |       |

### Cascade
Le single Cascade du groupe UNLIMITS est sorti le 16 mai 2012 au Japon. Il comporte 3 pistes. Une version arrangée du titre phare, Cascade, est utilisé comme le vingt-et-unième générique de fermeture de l’anime Naruto Shippûden des épisodes 257 à 268.
| No | Titre                          | Durée |
| -- | ------------------------------ | ----- |
| 1. | Cascade (カスケード)           |       |
| 2. | Kanaria no yume (カナリアの夢) |       |
| 3. | Riguretto (リグレット)         |       |

### Kono koe karashite
Le single Kono koe karashite de Aisha avec CHEHON est sorti le 22 août 2012 au Japon. Il comporte 6 pistes. Une version arrangée du titre phare, Kono koe karashite, est utilisé comme le vingt-deuxième générique de fermeture de l’anime Naruto Shippûden des épisodes 269 à 281.
| No | Titre                                                            | Durée |
| -- | ---------------------------------------------------------------- | ----- |
| 1. | Kono koe karashite (この声枯らして) feat.CHEHON                  |       |
| 2. | MaMa Never Told Me feat.RICHEE&SIMON                             |       |
| 3. | Kono koe karashite feat.CHEHON (Instrumental)                    |       |
| 4. | MaMa Never Told Me feat.RICHEE&SIMON (Instrumental)              |       |
| 5. | Kono koe karashite feat.CHEHON (version anime)                   |       |
| 6. | Kono koe karashite feat.CHEHON (GACHAPAN DANCEHALL REGGAE Remix) |       |

### Moshimo
Le single Moshimo de Daisuke contient une version arrangée du titre phare, Moshimo, qui est utilisé comme le douzième générique d'ouverture de l’anime Naruto Shippûden des épisodes 282 à 306.

### Mother
Le single Mother  de Mucc contient une version arrangée du titre phare, Mother , qui est utilisé comme le vingt-troisième générique de fermeture de l’anime Naruto Shippûden des épisodes 282 à 295.

### Sayonara Memory
Le single Sayonara Memory de 7!! contient une version arrangée du titre phare, Sayonara Memory, qui est utilisé comme le vingt-quatrième générique de fermeture de l’anime Naruto Shippûden des épisodes 296 à 306.

### Niwaka Ame Nimo Makezu
Le single Niwaka Ame Nimo Makezu de NICO Touches the Walls contient une version arrangée du titre phare, Niwaka Ame Nimo Makezu, qui est utilisé comme le treizième générique d'ouverture de l’anime Naruto Shippûden des épisodes 307 à 332.

### I Can Hear
Le single I Can Hear de DISH contient une version arrangée du titre phare, I Can Hear, qui est utilisé comme le vingt-cinquième générique de fermeture de l’anime Naruto Shippûden des épisodes 307 à 319.

### Yume wo Idaite Hajimari no Clisroad
Le single Yume wo Idaite Hajimari no Clisroad de Rake contient une version arrangée du titre phare, Yume wo Idaite Hajimari no Clisroad, qui est utilisé comme le vingt-sixième générique de fermeture de l’anime Naruto Shippûden des épisodes 320 à 332.

### Tsuki no Ookisa
Le single Tsuki no Ookisa de Nogizaka46 contient une version arrangée du titre phare, Tsuki no Ookisa, qui est utilisé comme le quatorzième générique d'ouverture de l’anime Naruto Shippûden à partir des épisodes 333 à 356.

### Black Night Town
Le single Black Night Town de Kondou Akihisa contient une version arrangée du titre phare, Black Night Town, qui est utilisé comme le vingt-septième générique de fermeture de l’anime Naruto Shippûden des épisodes 333 à 343.

### Niji
Le single Niji de Shinku Horou contient une version arrangée du titre phare, Niji, qui est utilisé comme le vingt-huitième générique de fermeture de l’anime Naruto Shippûden des épisodes 344 à 356.

### Guren
Le single Guren de DOES contient une version arrangée du titre phare, Guren, qui est utilisé comme le quinzième générique d'ouverture de l’anime Naruto Shippûden à partir des épisodes 357 à 379.

### Flame
Le single Flame de DISH contient une version arrangée du titre phare, Flame, qui est utilisé comme le vingt-neuvième générique de fermeture de l’anime Naruto Shippûden des épisodes 357 à 366.

### Never Change feat. Lyu:Lyu
Le single Never Change feat. Lyu:Lyu de SHUN contient une version arrangée du titre phare, Never Change feat. Lyu:Lyu, qui est utilisé comme le trentième générique de fermeture de l’anime Naruto Shippûden des épisodes 367 à 379.

### Silhouette
Le single Silhouette de KANA-BOON contient une version arrangée du titre phare, Silhouette, qui est utilisé comme le seizième générique d'ouverture de l’anime Naruto Shippûden des épisodes 380 à 405.

### Dame Dame Da
Le single Dame Dame Da de Tomita Shiori contient une version arrangée du titre phare, Dame Dame Da, qui est utilisé comme le trente-et-unième générique de fermeture de l’anime Naruto Shippûden des épisodes 380 à 393.

### Spinning World
Le single Spinning World de Diana Garnet contient une version arrangée du titre phare, Spinning World, qui est utilisé comme le trente-deuxième générique de fermeture de l’anime Naruto Shippûden des épisodes 394 à 405.

### Kaze
Le single Kaze de Yamazaru contient une version arrangée du titre phare, Kaze, qui est utilisé comme le dix-septième générique d'ouverture de l’anime Naruto Shippûden des épisodes 406 à 431.

### Kotoba no Iranai Yakusoku
Le single Kotoba no Iranai Yakusoku de Sana contient une version arrangée du titre phare, Kotoba no Iranai Yakusoku, qui est utilisé comme le trente-et-troisième générique de fermeture de l’anime Naruto Shippûden des épisodes 406 à 417.

### Niji no Sora
Le single Niji no Sora de FLOW contient une version arrangée du titre phare, Niji no Sora, qui est utilisé comme le trente-et-quatrième générique de fermeture de l’anime Naruto Shippûden des épisodes 418 à 431.

### Line
Le single Line de Sukima Switch contient une version arrangée du titre phare, Line, qui est utilisé comme le dix-huitième générique d'ouverture de l’anime Naruto Shippûden des épisodes 432 à 458.

### Troublemaker
Le single Troublemaker de KANIKAPILA contient une version arrangée du titre phare, Troublemaker, qui est utilisé comme le trente-et-cinquième générique de fermeture de l’anime Naruto Shippûden des épisodes 432 à 443.

### Sonna Kimi Konna Boku
Le single Sonna Kimi Konna Boku de Thinking Dogs contient une version arrangée du titre phare, Sonna Kimi Konna Boku, qui est utilisé comme le trente-et-sixième générique de fermeture de l’anime Naruto Shippûden des épisodes 444 à 454.

### Aono Lullaby
Le single Aono Lullaby de Kuroneko Chelsea contient une version arrangée du titre phare, Aono Lullaby, qui est utilisé comme le trente-et-septième générique de fermeture de l’anime Naruto Shippûden des épisodes 455 à 466.

### Blood Circulator
Le single Blood Circulator  de ASIAN KUNG-FU GENERATION contient une version arrangée du titre phare, Blood Circulator , qui est utilisé comme le dix-neuvième générique d'ouverture de l’anime Naruto Shippûden des épisodes 459 à 479.

### Pino To Ameri
Le single Pino To Ameri de Huwie Ishizaki contient une version arrangée du titre phare, Pino To Ameri, qui est utilisé comme le trente-et-huitième générique de fermeture de l’anime Naruto Shippûden des épisodes 467 à 479.

### Karano Kokoro
Le single Karano Kokoro de Anly contient une version arrangée du titre phare, Karano Kokoro, qui est utilisé comme le vingtième générique d'ouverture de l'anime Naruto Shippûden des épisodes 480 à 500.

### Tabidachi no Uta
Le single Tabidachi no Uta de Ayumikurikamaki contient une version arrangée du titre phare, Tabidachi no Uta, qui est utilisé comme le trente-neuvième générique de fermeture de l’anime Naruto Shippûden des épisodes 480 à 488.

### Zetsu Zetsu
Le single Zetsu Zetsu de Swimy contient une version arrangée du titre phare, Zetsu Zetsu, qui est utilisé comme le quarantième générique de fermeture de l’anime Naruto Shippûden des épisodes 489 à 500.

## Singles des films

### Home Sweet Home
YUKI - Home Sweet Home (Naruto et la Princesse des neiges)

### Ding! Dong! Dang!
Tube - Ding! Dong! Dang! (La Légende de la pierre de Guelel)

### Tsubomi
Maria - Tsubomi (Mission spéciale au pays de la Lune)

### Lie-Lie-Lie
DJ OZMA - Lie-Lie-Lie (Naruto Shippuden : Un funeste présage)

### No rain no rainbow
Home Made Kazoku - NO RAIN NO RAINBOW (Naruto Shippuden : Les Liens)

### Dareka ga
PUFFY - Dareka ga (Naruto Shippuden : La Flamme de la volonté)

### If
Kana Nishino - If (Naruto Shippuden: The Lost Tower)

### Sore Dewa Mata Ashita
Asian Kung-Fu Generation - Sore Dewa Mata Ashita (Naruto Shippuden: Blood Prison)